# 石川貞清
石川貞清（生年不詳－1626年5月3日）是安土桃山時代至江戶時代前期的武將和大名。犬山城城主。

## 生平
生年不詳，出身於美濃國鏡島。仕於豐臣秀吉，擔任使番、金切裂指物使番。天正18年（1590年），在小田原征伐中立下功績，受領尾張犬山1萬2千石。還擔任豐臣家在信濃木曾的太閤藏入地10萬石的代官。天正19年（1591年），負責在文祿之役中作為據點的肥前國名護屋城的普請工事。慶長4年（1599），領地被加增至12萬石。
慶長5年（1600年），在關原之戰中加入西軍，與稻葉貞通、典通父子、稻葉方通、加藤貞泰、關一政、竹中重門等人在居城犬山城中籠城，不過他們秘密向東軍的井伊直政送出書信，約定擔當內應，此時自身出城參加關原的本戰，在宇喜多隊的右翼口北野附近佈陣，在戰敗後，所領被沒收，不過因為在犬山籠城期間，解放支持東軍的木曾鄉士等人質，因此池田輝政以千枚黄金為其求情，所以得以保全性命。之後剃髪並號宗林，在京都隱居，以茶人、商人的身份渡過餘生。慶長18年（1613年），被幕府以5百石召出（『德川除封錄』）。在寬永3年（1626年）死去。子孫成為商人。

## 與真田信繁的關係
- 妻子是真田信繁（幸村）的七女於金殿（おかね）。成為商人並成功後，援助在大坂之陣中戰死的信繁的正妻（於金的母親，大谷吉繼的女兒或養女）竹林院，而且在京都市右京區龍安寺的塔頭大珠院建造信繁夫妻的墓所五輪塔。